# アファル語
アファル語（アファル語: Qafár af）は、エチオピア、エリトリア、ジブチに話者がいる低地東クシ語に属する言語である。150万人いるアファル人によって使われていると考えられている。アファル語の基本的な語順は他の東クシ諸語と同様に、SOV型（主語→目的語→動詞）である。アファル語話者の識字率は1～3%である。サホ語とは言語分類的に近い関係にある。

## 言語名別称
- アダル語
- Adal
- ダナキル語
- Danakil
- アファール語
- Danakäli
- `Afar Af
- Denkel
- Afaraf
- Qafar

## 方言
- 北部アファル方言 Northern Afar (aar-nor)
- バアドゥ方言 Baadu (aar-baa)
- アウサ方言 Aussa (aar-aus)
- 中部アファル方言 Central Afar (aar-cen)